# Arkitektskolen Aarhus
Arkitektskolen Aarhus er beliggende på Exners Plads i Aarhus.
Skolen er sammen med Kunstakademiets Arkitektskole i København ene om at uddanne arkitekter med den akademiske titel cand.arch. Kun cand.arch'er som er medlem af Akademisk Arkitektforening kan bære titlen Arkitekt MAA.
Uddannede fra universiteterne fx fra ‘Arkitektur og design’ på Aalborg Universitet bliver ingeniører med speciale i arkitektur.
Arkitektskolen Aarhus blev grundlagt i 1965 og har siden uddannet ca. 5.000 kandidater. Den har i dag ca. 150 ansatte og 750 studerende, heraf 175 internationale. Skolen hører under Uddannelses- og Forskningsministeriet.
Arkitektskolen Aarhus er som den eneste arkitektskole i Skandinavien RIBA-valideret.
Arkitektskolen Aarhus er i juli 2021 flyttet til en nybygget skole på Exners Plads ved Godsbanen i det centrale Aarhus.

## Undervisningen
Undervisningen bygger på problemorienteret projektarbejde, som afspejler arkitektfagets praksis og det omgivende samfund. Uanset skala vægtes arkitektens traditionelle kernekompetencer: design og formgivning som proces, en kunstnerisk tilgang til opgaven og evnen til at arbejde rumligt og visuelt.
I mange studieopgaver arbejder de studerende i storskala-modeller. Skolen råder derfor over en række værkstedsfaciliteter Arkiveret 5. oktober 2016 hos  Wayback Machine, herunder et robot lab. Disse udvides for tiden betydeligt med det formål at kunne tilbyde de samme faciliteter som førende arkitektskoler internationalt. Derudover har skolen et stort fagbibliotek.

## Faglige platforme
Tre Research Labs Arkiveret 5. oktober 2016 hos  Wayback Machine danner grundlag for både forskning og undervisning. Samtidig er skolen involveret i en række internationale samarbejder, som har udmøntet sig i bl.a. udvekslingsprogrammer og fælles forsknings- og undervisningsforløb. Blandt andet med kinesiske og australske vidensinstitutioner.
Desuden har skolen et tæt samarbejde med de mange arkitektvirksomheder i Aarhus, og netop dette samarbejde er af Erhvervsministeriet blevet fremhævet som et efterfølgelsesværdigt eksempel på et frugtbart samspil mellem en vidensinstitution og erhvervsliv – benævnt Arkitekturklyngen.

## Uddannelser og fokusområder
Ud over undervisning på bachelor-, kandidat- og ph.d.-niveau udbyder Arkitektskolen Aarhus også efter-og videreuddannelse på forskellige niveauer, herunder masteruddannelser.
Fokusområder:
Arkitektur, Design, Urbanisme, Bosætning, Transformation, Tektonik, Digital Design, Bæredygtighed